# Wouter van Gouthoeven
Wouter van Gouthoeven (* 6. September 1577 in Dordrecht; † 1623 ebenda) war ein niederländischer Historiker.

## Leben und Werk
Wouter van Gouthoeven stammte aus einer angesehenen Patrizierfamilie und war der älteste Sohn von Arend Bartouts van Gouthoeven, Deichgraf von Dubbeldam († 10. April 1622) und der Machteld Schrevel, einer Tochter von Schrevel Ockers, Schatzmeister von Dordrecht. Er begann seine humanistischen Studien zu Utrecht, setzte sie in Köln und Löwen fort und beendete sie in Dole. Er scheint aber keinen akademischen Grad erlangt zu haben. Nach seiner Rückkehr nach Dordrecht wurde er wie sein Vater Deichaufseher, verdiente seinen Lebensunterhalt aber hauptsächlich als Gutsverwalter von Privatpersonen. Trotz seiner vornehmen Abkunft durfte er wegen seines Bekenntnisses zum römisch-katholischen Glauben kein Regierungsamt übernehmen. Am 9. Mai 1614 heiratete er die 21-jährige Maria van Beaumont, mit der er fünf Kinder hatte.
In Dordrecht beschäftigte sich Gouthoeven mit der niederländischen Geschichte sowie Genealogie und besorgte eine überarbeitete, teilweise auch gekürzte Ausgabe der 1516 von Cornelius Aurelius verfassten großen holländischen Chronik. Er publizierte dieses mit dem Jahr 449 einsetzende Geschichtswerk unter dem Titel D’oude chronijcke ende historien van Holland (met West-Vriesland), van Zeeland ende van Utrecht, … beginnende van den jare onses Heeren 449 tot dit teghenwoordige jaer 1620 (Dordrecht 1620) mit u. a. von Petrus Scriverius und ihm selbst stammenden Anmerkungen sowie mit Guicciardini entlehnten Beschreibungen niederländischer Städte. Eine Neuauflage der von Gouthoeven edierten Chronik wurde später mit einer Fortsetzung bis 1636 von N. de Clerck herausgegeben (Den Haag 1636) und mit dieser Fortsetzung noch einmal abgedruckt (Amsterdam 1663).
Gouthoeven arbeitete auch viele Jahre an einer Geschichte der Stadt Dordrecht (Beschryvinge ende chronycxken der Stede Dordrecht), die aber ungedruckt blieb. Ferner hinterließ er ein umfangreiches Manuskript, das u. a. Stammbäume, Abbildungen von Wappen und Exzerpte aus heute verlorenen Dordrechter Stadtrechnungsbüchern enthält und 2008 vom Dordrechter Regionalarchiv erworben wurde.